# Jensen Ackles
Jensen Ross Ackles (Dallas, 1º marzo 1978) è un attore ed ex modello statunitense.
È noto principalmente per il suo ruolo di Dean Winchester nella longeva serie televisiva Supernatural e per Soldatino nella serie The Boys.

## Biografia
Jensen nasce a Dallas, Texas e cresce nel quartiere Richardson.
A soli quattro anni, il padre lo ha portato a posare per una linea di moda per bimbi, lanciandolo nella carriera di modello bambino per la stampa pubblicitaria. Jensen Ackles ha sospeso la carriera di baby modello per qualche anno, ma ha ripreso a sfilare per case di moda e posare per servizi fotografici all'età di dieci anni. È stato anche testimonial, tra gli altri, di una pubblicità di cracker, i Triscuits, lanciati dalla casa alimentare Nabisco, nonché di altri prodotti delle linee Walmart e RadioShack. Ha inoltre posato indossando un pigiama firmato per una pubblicità di Super Mario Bros.. Ackles ha presto rinunciato a calcare le passerelle e ha deciso di fare carriera come attore, seguendo la propria vocazione.
Nel 1990 si è iscritto alla scuola elementare Dartmouth School, ha frequentato poi, tre anni dopo, la scuola media Apollo Junior e si è diplomato nel 1996 al liceo LV Berkner High School di Richardson. Al liceo, ha recitato nel ruolo di Tony nella rappresentazione di West Side Story e in quello di Christian in Cyrano de Bergerac. Nel 1995 si è iscritto a una scuola di teatro a Dallas, dove le sue doti recitative hanno fatto colpo su due cacciatori di talenti, Craig Wargo e Gordon McCormack, che hanno convinto l'attore a prendersi il diploma e trasferirsi a Los Angeles per cercare opportunità di lavoro in piccoli ruoli per il piccolo e grande schermo.

### Carriera cinematografica

#### Gli inizi
Dopo essersi lasciato alle spalle la professione di modello, nel 1996 Ackles cominciò a concentrarsi sulla carriera di attore. Ha recitato quando era ancora alle superiori e prima di traslocare a Los Angeles nelle vesti di un ragazzino timido in una puntata della serie per bambini premiata agli Emmy Wishbone, il cane dei sogni e, tre mesi dopo essersi procurato il diploma e ormai di casa a Los Angeles, nei panni di un fotografo che farà colpo su una delle sorelle protagoniste in Sweet Valley High, trasmesso in Italia negli anni novanta e poi replicato nel 2003. Nel 1997 ha ottenuto il ruolo di un giovane sposo nella sitcom Cybill, in cui la protagonista Rachel,interpretata da Dedee Pfeiffer, era la sua babysitter; il personaggio di Ackles si ritroverà coinvolto in una situazione esilarante, dopo che una delle invitate avrà steso la sposa con un pugno.
Ha accettato di apparire sporadicamente nella sitcom Mr. Rhodes nei panni di uno studente, Malcolm, recitando in sette puntate della prima serie; il suo nome non è mai stato presentato nella sigla d'apertura del programma perché, nonostante il suo ruolo fosse associato al cast principale, la sigla era già stata preparata prima che lui entrasse a far parte della sitcom.
Ha fatto molte comparse prima di entrare nel cast della soap opera Il tempo della nostra vita nel ruolo di Eric Brady, un ragazzo affascinante che perderà la testa per la matura Nicole Walker, interpretata da Arianne Zucker. Il giovane prestante, da fotografo della donna finirà poi con l'andare a letto con lei. Nel 1998 il suo ruolo nella soap gli valse a 20 anni il Soap Opera Digest Award come miglior attore giovane e gli propiziò per tre anni di fila la nomination (1998, 1999, 2000) ai Daytime Emmy Award come miglior attore giovane in una serie drammatica; Jensen comunque partecipò saltuariamente alla soap dal 1998 al 2000 per un totale di soli 16 episodi. Il personaggio di Eric fece guadagnare all'attore i consensi della parte femminile del pubblico a casa. In questo periodo, l'attore posa per un servizio fotografico a torso nudo e con un cappello da cowboy.

#### Dal 2000 al 2004
Nel 2000 Ackles lasciò Il tempo della nostra vita e in estate prese un volo per l'Australia per recitare sul set di una miniserie in due puntate, Blonde, trasmessa dalle televisioni americane il 31 maggio 2001, dedicata alla vita di Marilyn Monroe prima che la diva divenisse un'icona leggendaria del cinema. Ha vestito i panni di Eddie G, un facoltoso giovane che trascinerà l'attrice in un triangolo erotico con l'attore Patrick Dempsey. All'età di 21 anni, su sollecitazione di Drew Barrymore, gli è stato offerto il ruolo poi rivestito da Michael Vartan nella commedia romantica Mai stata baciata, ma l'iniziativa non andò in porto perché Jensen Ackles fu considerato troppo giovane per la parte. Nel 2000 Jensen Ackles ha declinato l'opportunità di rinnovare il ruolo di Eric Brady per una nuova serie della soap. Ha infatti deciso di interessarsi ad altre offerte televisive e di cimentarsi in nuove serie o minifilm di più ampio respiro. Jensen ha fatto un provino per il ruolo del giovane Clark Kent nella serie fantascientifica Smallville, ma il ruolo gli è stato soffiato da Tom Welling.
Dopo aver fallito il provino per Smallville, si presenta sul set della serie fantascientifica Dark Angel, prodotta da James Cameron per il network Fox e recita in una parte fulminea nella prima stagione nel ruolo di Ben/X5-493, il serial killer psicopatico "fratello" della protagonista Max Jessica Alba. Il suo personaggio moriva subito, dopo appena un episodio, ma i produttori gli offrirono di recitare in una parte da co-protagonista nella seconda serie, lanciata venerdì 28 settembre 2001. Ackles ha rivestito il ruolo del fratello gemello di Ben, chiamato Alec/X5-494, durante le riprese a Vancouver.
L'attore rimase nello show fino alla sua cancellazione, nel 2002, alla fine della seconda stagione. La convivenza tra i due protagonisti è stata difficile a causa del temperamento di Jessica Alba. L'attrice si è poi scusata con il collega, giustificandosi con la propria situazione di grande stress durante le riprese.
Nell'autunno 2002, Jensen Ackles si è recato nella Carolina del Nord per rivestire un ruolo nel cast della serie drammatica Dawson's Creek sul network The WB, ormai alla sua sesta e ultima stagione: l'attore interpretava C.J., il ragazzo di Jen Lindley. Il suo personaggio risultava fare il doppio gioco con la ragazza perché, dopo averla incontrata nel cortile dell'Università di Boston e averla tenuta in scacco invitandola ad affiancarlo nel volontariato, si è poi disinteressato a lei ed è andato a letto con la sua amica Audrey Liddel. Ne conseguiva un furioso battibecco durante il quale si scontrava con l'ex ragazzo di Audrey, Pacey, e veniva rimproverato della ragazza stessa, confusa per via dei suoi problemi di alcolismo. Avrebbe dovuto ricoprire la parte del misterioso ragazzo per cui l'attrice Michelle Williams perde la testa in solo nove puntate, ma il suo ruolo è stato poi ampliato per un totale di dodici, sino alla chiusura definitiva della serie. Durante le riprese, l'attore non ha rinunciato a offrirsi per nuovi ruoli televisivi, dividendosi tra il set della serie in Carolina e la California per alcuni provini. Il suo ruolo non lo fece decollare sugli schermi tv, ma la rivista YM Magazine l'ha inserito tra i ragazzi più avvenenti del 2003.
Dopo di ciò Ackles ha firmato un contratto con il network Fox per vestire i panni del protagonista nella serie drammatica Still Life, girata negli studi di Vancouver e mai andata in onda. La serie racconta le vicissitudini di una famiglia stroncata dalla morte del suo capo clan, Jake Morgan, al suo primo giorno come poliziotto; Jensen Ackles interpreta il ruolo di Max Morgan, uno dei figli che si trova a dover superare il dolore della perdita subita. Nella prima puntata ha recitato anche l'attrice Audrey Marie Anderson nel ruolo della figlia ribelle, Emily. L'attore aveva annunciato il suo ruolo nella serie nella scaletta dei palinsesti televisivi in uno spot della Fox, e il lancio sugli schermi nel gennaio 2004, ma la serie non vide mai la luce e fu scartata dai palinsesti, lasciandone in sospeso le sette puntate già girate.
Si sono poi susseguite le offerte di altre parti sul piccolo schermo, tra cui quella del ragazzo della protagonista di Tru Calling, l'attrice Eliza Dushku, ma Ackles la rifiutò, preferendo vestire i panni di un coach nella serie fantascientifica Smallville. Il ruolo da lui declinato fu così dato all'attore Eric Christian Olsen, e i produttori diedero a questo personaggio il nome Jensen perché lo ritennero eclatante. Jensen Ackles ha recitato nello stesso anno nel cortometraggio The Plight of Clownana, da lui prodotto personalmente, nel piccolo ruolo di uno dei teppisti che a bordo di una jeep picchiano una mascotte di un negozio, vestita per metà da clown e per metà da banana.
Ackles è tornato sul piccolo schermo nel 2004, e ha deciso di recarsi a Vancouver per recitare come comprimario fisso nella quarta stagione della serie Smallville del network The WB, nel ruolo di Jason Teague, il nuovo ragazzo della protagonista Lana Lang, interpretata da Kristin Kreuk. I due personaggi si incontrano a Parigi e tra loro scatta subito una grande passione, al punto che Jason decide di trasferirsi a Smallville, dove diverrà coach al liceo, per stare accanto alla ragazza. Se non avesse deciso di accettare la parte nella serie, sarebbe stato dato il suo nome all'attore che lo avrebbe sostituito. Sul set ha fraternizzato con i colleghi Tom Welling e Michael Rosenbaum. Ha finalmente ricoperto un ruolo come protagonista nel film horror Devour - Il gioco di Satana nei panni di Jake Gray, uno studente universitario tormentato da visioni infernali raccapriccianti. Presto il ragazzo scopre in rete un videogioco, a cui si iscriverà e che lo trascinerà in una catena di atrocità e di delitti. L'attore ha partecipato alle riprese a Vancouver tra maggio e giugno 2004, a fianco del padre Alan, che ha recitato in una piccola parte, ottenendo per di più visibilità sul grande schermo.

#### 2005-2020
Nella seconda metà del 2005 Ackles ottiene il ruolo di uno dei due fratelli protagonisti della nuova serie horror-fantascientifica Supernatural per il network The CW, dove recita al fianco di Jared Padalecki. La serie è stata lanciata il 13 settembre 2005 e quasi due anni dopo in Italia su Rai 2 in seconda serata: Jensen veste i panni di Dean Winchester, un avvenente cacciatore di creature sovrannaturali che si avventura in giro per l'America insieme al fratello minore Sam. L'attore si era inizialmente presentato per il ruolo di Sam, ma i produttori gli consigliarono di sfruttare la sua bellezza per la parte di Dean, dicendogli che sarebbe stato lo Ian Solo della coppia e che qualsiasi ragazzo davanti alla TV sarebbe cresciuto sognando di essere come lui.
Questo ruolo gli ha conferito una straordinaria popolarità e gli ha portato i favori della critica: il numero di TV Guide del 24-30 ottobre 2005 lo ha definito un nuovo Brad Pitt dei giovani, mentre la rivista Inside TV Magazine lo ha inserito al secondo posto dei "50 nuovi volti più hot del 2005", dietro soltanto a Wentworth Miller di Prison Break. Persino il settimanale People lo ha insignito del titolo di "acchiappafantasmi più sexy", insieme al collega Jared Padalecki, nel numero del 19 novembre 2005.
Il 20 agosto 2006 è stato invitato a prendere parte ai Teen Choice Awards ed è stato chiamato a presentare un premio in coppia con l'attrice Jenna Dewan; la stessa sera ha ottenuto la nomination come miglior attore televisivo emergente, ma il premio è stato vinto da Zac Efron. La rivista TV Guide l'ha eletto uno degli uomini più sexy del 2006. È stato anche invitato in veste di ospite ad alcuni talk show televisivi, il The Megan Mullally Show in prima mattinata e il Jimmy Kimmel Live! in seconda serata. L'attore ha anche posato per la copertina della rivista giapponese Safari per il numero del 10 ottobre 2007 e si è prestato a un servizio fotografico con scarpe e cravatta di Giorgio Armani per Hollywood Life, posando con l'attrice Emma Stone e Josh Henderson di Desperate Housewives.
Nel 2009 è uscito nelle sale cinematografiche il film San Valentino di sangue 3D, in cui Jensen veste il ruolo di protagonista. L'anno successivo presta la voce al personaggio di Jason Todd nell'acclamato film d'animazione Batman: Under the Red Hood.
Il 23 ottobre 2012 sono state annunciate le nomination ai People's Choice Awards 2013: l'attore si è guadagnato una nomination nella categoria miglior attore televisivo drammatico. Nel 2016 vince ai People's Choice Awards come miglior attore televisivo fantascientifico.

#### Dal 2021
Dopo la conclusione di Supernatural nel 2020, Ackles compie alcune apparizioni in serie TV finché due anni dopo non entra nel cast della terza stagione di The Boys, serie prodotta da Amazon Prime Video. Successivamente viene incluso anche nel cast della serie spin-off di The Boys, ovvero Gen V.
Jensen Ackles e sua moglie hanno creato Chaos Machine Productions, firmando un accordo con la Warner Bros. Television. Nel 2021 hanno rilasciato uno spin-off della serie Supernatural per The CW intitolato The Winchester che racconta la storia dei giovani John e Mary Winchester, i genitori di Sam e Dean. Ackles è stato il narratore, riprendendo il suo ruolo di Dean.

### Carriera musicale
Nel 2018 collabora con il musicista e cantante Steve Carlson (con il quale aveva precedentemente collaborato, come voce e chitarra, nel 2012 per la registrazione del brano cover Angeles) nella formazione della band Radio Company, che dà anche il nome al loro album di debutto "Radio Company Vol. 1" , rilasciato nel Novembre 2019.

## Vita privata
Dopo tre anni di frequentazione, nel 2009 si fidanza ufficialmente con  l'attrice Danneel Harris, con cui convola a nozze il 15 maggio 2010 a Dallas. Il 30 maggio 2013 sono diventati genitori di una bambina, Justice Jay "JJ" Ackles ; il 2 dicembre 2016 la coppia ha avuto due gemelli, Zeppelin Bram Ackles e Arrow Rhodes Ackles. Il 10 gennaio 2018 Jensen, sua moglie Danneel e il fratello di lei Gino Graul aprono un birrificio a Dripping Springs.

## Filmografia

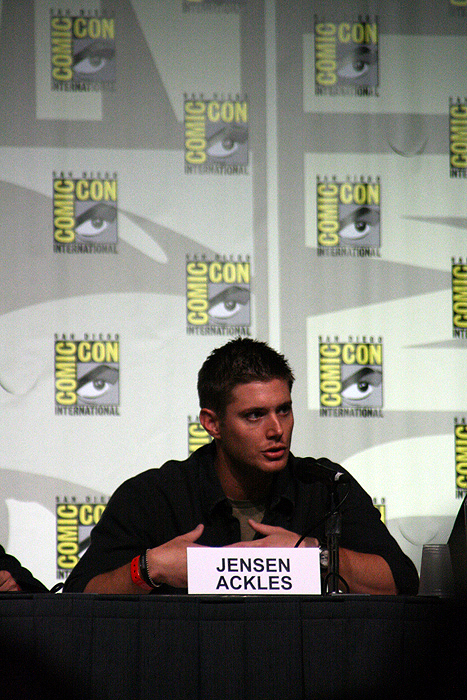
Jensen Ackles al San Diego Comic-Con International nel 2008

### Attore

#### Cinema
- The Plight of Clownana, regia di Chris Dowling – cortometraggio (2004)
- Devour - Il gioco di Satana (Devour), regia di David Winkler (2005)
- Ten Inch Hero, regia di David Mackay (2007)
- San Valentino di sangue 3D (My Bloody Valentine 3-D), regia di Patrick Lussier (2009)
- Buddy Games: Ora inizia la festa, regia di Josh Duhamel (2023)

#### Televisione
- Wishbone, il cane dei sogni (Wishbone) – serie TV, episodio 1x35 (1995)
- Sweet Valley High – serie TV, episodio 3x17 (1996)
- Mr. Rhodes – serie TV, 7 episodi (1996-1997)
- Cybill – serie TV, episodio 3x22 (1997)
- Il tempo della nostra vita (Days of Our Lives) – serial TV, 19 puntate (1998-2000)
- Blonde, regia di Joyce Chopra – miniserie TV, 2 episodi (2001)
- Dark Angel – serie TV, 19 episodi (2001-2002)
- Dawson's Creek – serie TV, 12 episodi (2002-2003)
- Still Life – serie TV, 6 episodi (2003-2004)
- Smallville – serie TV, 20 episodi (2004-2005)
- Supernatural – serie TV, 327 episodi (2005-2020)
- Big Sky – serie TV, 14 episodi (2022-2023)
- The Boys – serie TV, 8 episodi (2022-2024)
- The Winchesters – serie TV, 13 episodi (2022-2023)
- Gen V – serie TV, episodio 1x06 (2023)
- Tracker – serie TV, episodio 1x12-2x02 (2024)
- Countdown – serie TV, 13 episodi (2025)

### Doppiatore
- Batman: Under the Red Hood, regia di Brandon Vietti (2010)
- Tron: Evolution – videogioco (2010)
- The 3rd Birthday – videogioco (2010)
- Supernatural: The Animation – serie animata, 22 episodi (2011)

### Regista
- Supernatural – serie TV, 6 episodi (2010-2020)

### Produttore
- The Plight of Clownana – produttore esecutivo (2004)

## Doppiatori italiani
Nelle versioni in italiano delle opere in cui ha recitato, Jensen Ackles è stato doppiato da:
- Stefano Crescentini in Smallville, Supernatural, The Boys, Gen V, Tracker , Countdown
- Fabrizio Manfredi in Devour - Il gioco di Satana
- Roberto Certomà in San Valentino di sangue 3D
- Carlo Petruccetti in Buddy Games: Ora inizia la festa
- Francesco Venditti in Dark Angel
- David Chevalier in Dawson's Creek
- Andrea Mete in Big Sky

Da doppiatore è sostituito da:
- Gianluca Crisafi in Batman: Under the Red Hood
- Fabrizio Pucci in Tron: Evolution